# Скет, Борис
Борис Скет (словен. Boris Sket, 30 июля 1936, Любляна — 7 мая 2023, Любляна) — словенский зоолог и спелеобиолог.

## Биография
Скет получил докторскую степень в Люблянском университете в 1961 году и стал научным сотрудником на бывшем факультете естественных наук. В 1965 году он стал профессором зоологии беспозвоночных на биотехническом факультете в Любляне и оставался на этой должности до 2006 года. С 1983 по 1985 год Скет работал деканом биотехнического факультета, а затем, с 1989 по 1991 год, 37-м ректором Люблянского университета. Он вышел на пенсию с должности учёного советника и читал аспирантам лекции по спелеобиологии.
Его исследования сосредоточены на фаунистике троглобионтов и биоспелеологии в целом. Он описал более сотни новых видов, несколько родов и семейств беспозвоночных, в основном ракообразных и пиявок. К этим исследованиям относится также новая биогеографическая классификация динарской пещерной фауны и первые экологические исследования анхигалиновой фауны.
Скет вступил в ряды Люблянского общества исследования пещер в 1950 году, а в 1964 году он открыл Борисов ров [тоннель Бориса], важную часть пещеры Найдена Яма. В то время как в центре его исследований была пещерная фауна Динарского карста, он также принимал участие в исследованиях пещер в других странах и регионах, таких как Эквадор, Галапагосские острова, Колумбия, остров Крит, Филиппины, Флорида, Бермудские острова, Кения и Китай. Скет был президентом Ассоциации спелеологов Словении, президентом Международного общества подземной биологии. Он также входил в редакционные коллегии нескольких научных журналов и был редактором предметной области «мегажурнала» Zootaxa.
В 2011 году Скет стал членом Словенской академии наук и искусств. Также он был иностранным членом Академии наук и искусств Боснии и Герцеговины. Обладатель ряда национальных наград и медалей. Приблизительно 35 видов и три рода животных имеют в наименовании слово sketi в честь учёного.
Умер 7 мая 2023 года в возрасте 86 лет.